# Майкл Доусон
Майкл До́усон (англ. Michael Richard Dawson; нар. 18 листопада 1983, Норталлертон) — англійський футболіст, захисник клубу «Галл Сіті».

## Клубна кар'єра
У дорослому футболі дебютував 2001 року виступами за команду клубу «Ноттінгем Форест», в якій провів чотири сезони, взявши участь у 83 матчах чемпіонату. Більшість часу, проведеного у складі «Ноттінгем Форест», був основним гравцем захисту команди.
До складу клубу «Тоттенгем Готспур» приєднався 2005 року. Протягом наступних дев'яти сезонів відіграв за лондонський клуб 237 матчів в національному чемпіонаті.
26 серпня 2014 року перейшов до «Галл Сіті», з яким уклав трирічний контракт. 

## Виступи за збірні
Протягом 2003–2005 років  залучався до складу молодіжної збірної Англії. На молодіжному рівні зіграв у 13 офіційних матчах.
З 2006 по 2007 рік захищав кольори другої збірної Англії. У складі цієї команди провів 2 матчі.
2010 року дебютував в офіційних матчах у складі національної збірної Англії. Наразі провів у формі головної команди країни 4 матчі. У складі збірної був учасником чемпіонату світу 2010 року у ПАР.

## Титули і досягнення
- Володар Кубка англійської ліги (1):

«Тоттенгем Готспур»: 2007-08